# バルニム9世 (ポメラニア公)
バルニム9世（Barnim IX., 1501年12月2日 - 1573年6月2日）は、ポメラニア公（在位：1523年 - 1569年）。ポメラニア公ボギスラフ10世の息子。

## 生涯
バルニム9世は兄ゲオルク1世と共同でしばらく統治した。1531年にゲオルク1世が亡くなった後、バルニム9世は公領を甥のフィリップ1世と共同統治し、ポメラニア＝シュテッティン公領を受け取った。統治の初期は、ポメラニアの併合を望んでいたブランデンブルク選帝侯ヨアヒム1世との争いに悩まされていた。しかし1529年、ポメラニア公家が断絶した場合には公領をブランデンブルクに戻すという条件でポメラニアをブランデンブルクの主権から解放する条約が結ばれた。バルニム9世はマルティン・ルターの教義を採用し、シュマルカルデン同盟に参加したが、その後の戦争には参加しなかった。
しかし、このような動きによりバルニムには支持者がいなくなったため、皇帝カール5世に服従し、高額の罰金を支払い、1548年5月にアウクスブルクで出された暫定命令を受け入れることを余儀なくされた。また、ヨハン・フォン・ファルケンが首相に任命された。ヨハン・フォン・ファルケンもヴェストファーレンに拠点を置き、エリーザベト・フォン・レックと結婚し、これに基づいてカール5世は2つの由緒ある貴族の名をつなげてファルケンレック家とすることを承認した。
1569年、バルニムは大甥のヨハン・フリードリヒに公領を譲り、1573年6月2日にシュチェチンで死去した。

## 結婚と子女
バルニム9世はブラウンシュヴァイク＝リューネブルク公ハインリヒ1世の娘アンナ・フォン・ブラウンシュヴァイク＝リューネブルクと結婚した。この結婚で以下の子女が生まれた。
- マリア（1527年 - 1554年） - 1544年にホルシュタイン＝ピンネベルク伯オットー4世（1517年 - 1576年）と結婚
- ドロテア（1528年 - 1558年） - 1554年にマンスフェルト＝ヒンターオルト伯ヨハン1世（1567年没）と結婚
- アレクサンドラ（1534年生） - 早世
- エリーザベト（1537年 - 1554年）
- アンナ（1531年 - 1592年） - 1557年にアンハルト＝ツェルプスト侯カール1世（1534年 - 1561年）と結婚、1566年にプラウエン城伯ハインリヒ6世（1536年 - 1572年）と結婚、1576年にバルビー＝ミューリンゲン伯ヨープスト2世（1544年 - 1609年）と結婚
- ジビッラ（1541年 - 1564年）
- ボギスラフ12世（1542年8月27日頃 - 1542年9月15日以前）